# Geißel (Heraldik)

Geißel als Beispiel der Wappenfigur

Mit Geißel wird eine Wappenfigur in der Heraldik bezeichnet.
Dargestellt wird eine mehrstriemige Züchtigungsrute, oft mit kleinen Kugeln an den Striemenden. Diese für redende Wappen geeignete
Wappenfigur ist selten. Sie kann alle heraldische Farben haben.

Im Wappen von Geiselwind
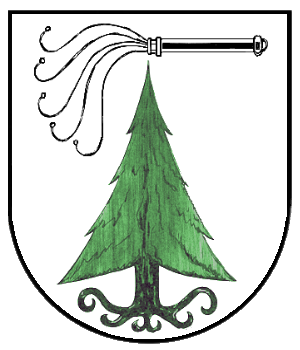
Im Wappen von Geißelhardt
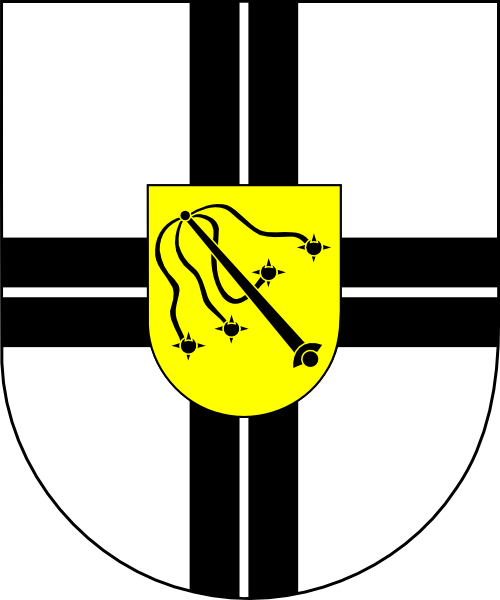
Johannes Baptist Jacob Geissel
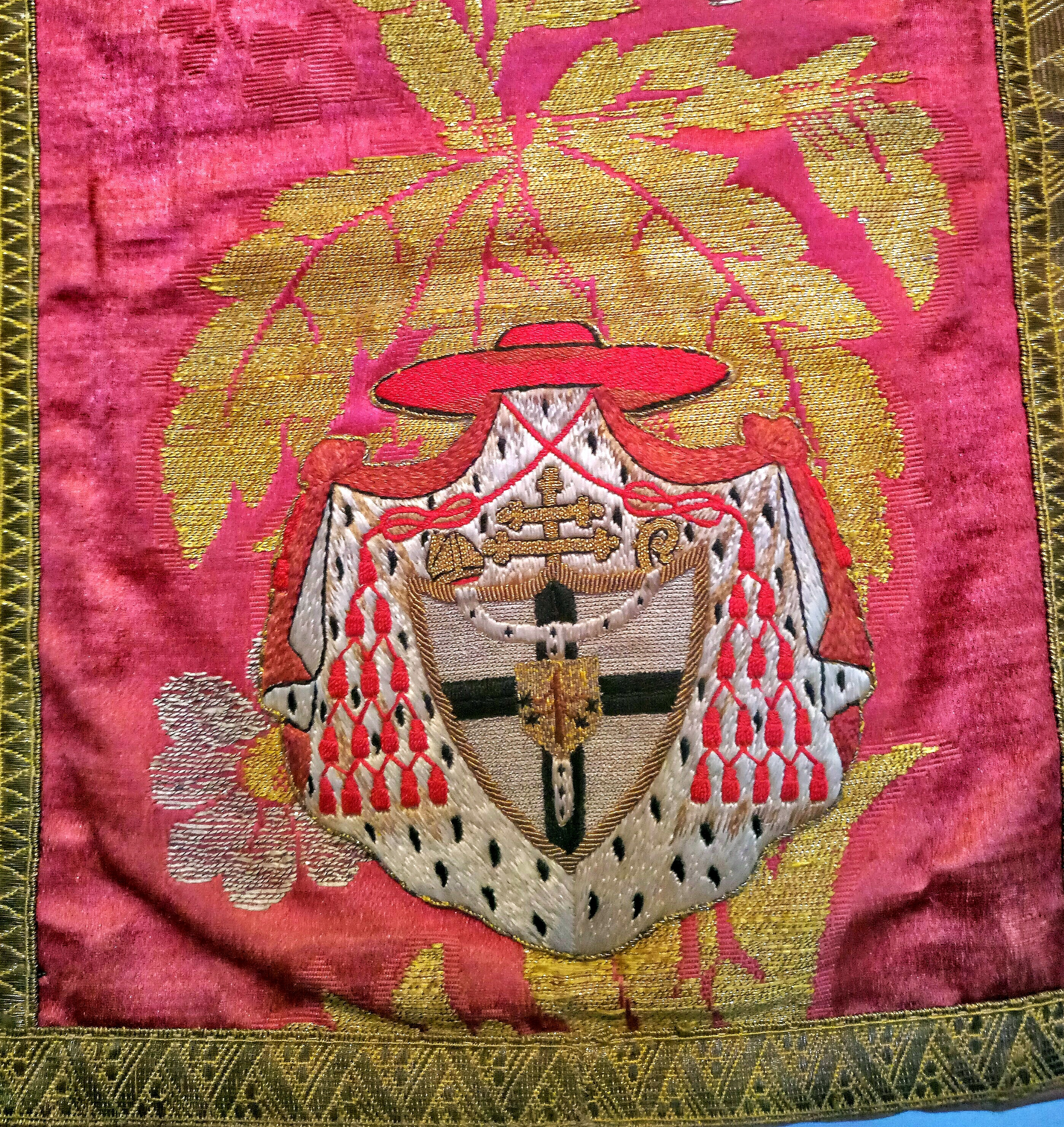
Eine Geißel im Herzschild seines Wappens
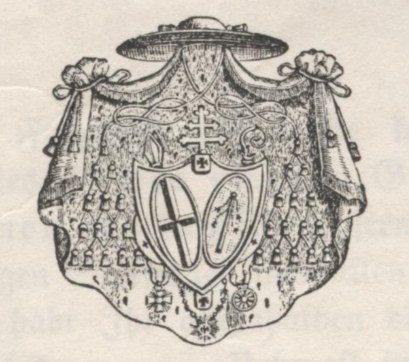
Wappen auf dem Hirtenbrief von 1857
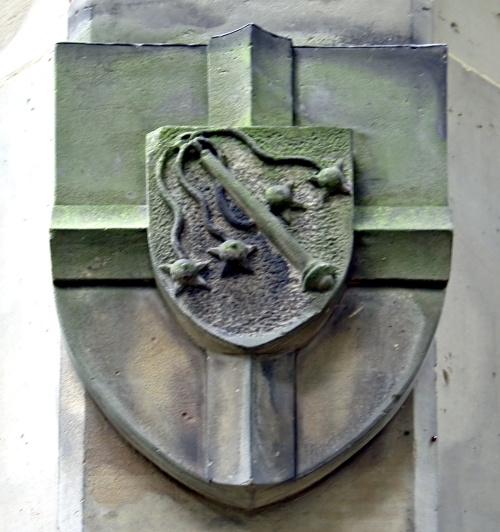
Wappen an der Mariensäule in Köln
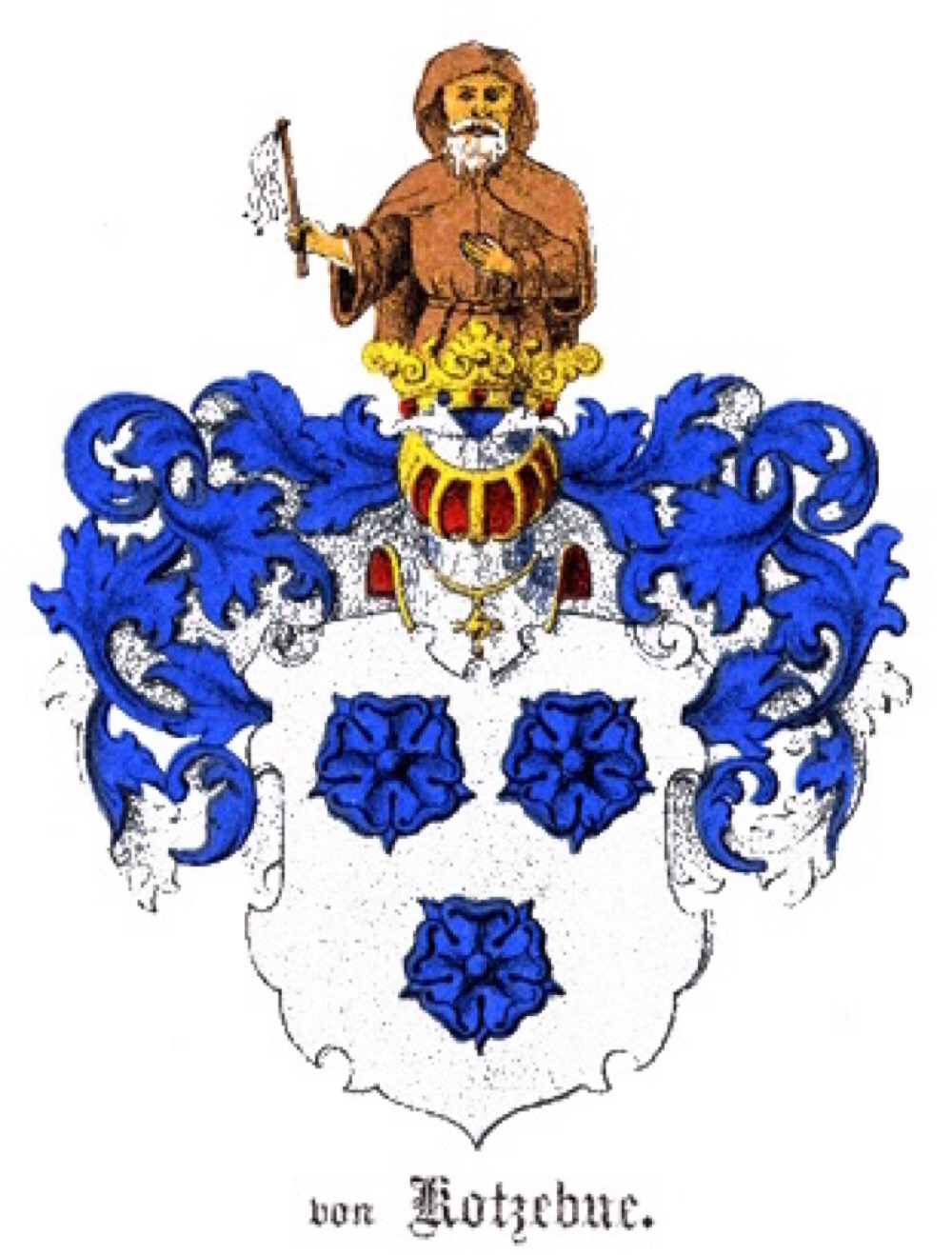
Im Oberwappen vom Kotzebue (Adelsgeschlecht)
Im Wappen von San Donato Milanese

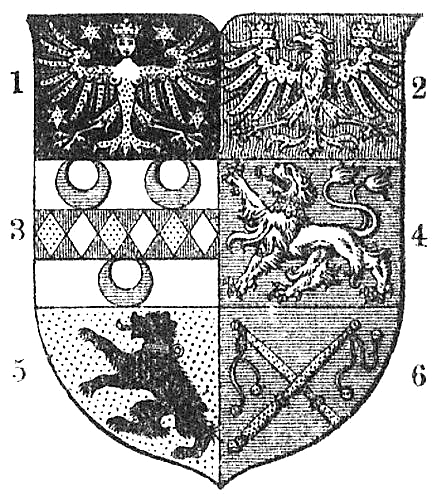
Im Wappen des Fürstentums Ostfriesland (Platz 6) für Wittmund
Im Segel bei dem Wappen des Landkreises Wittmund
Geißeln im Wappen von Wittmund als Prachtstück hinter dem Schild gekreuzt
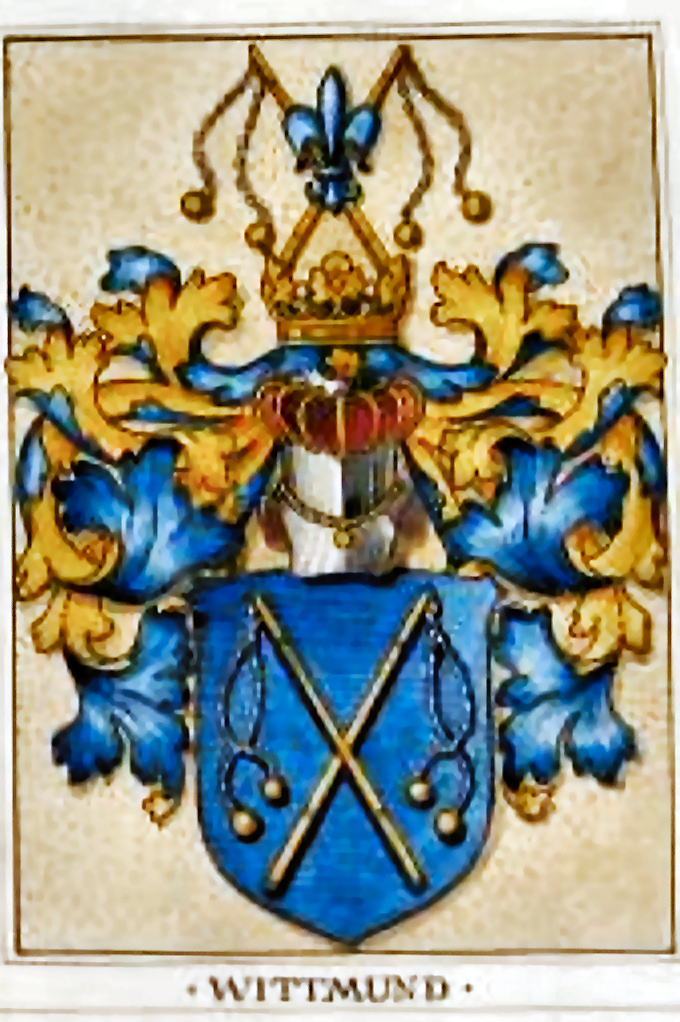
Im Wappen der Herrschaft Wittmund, herrührend vom Häuptling Hero Omken
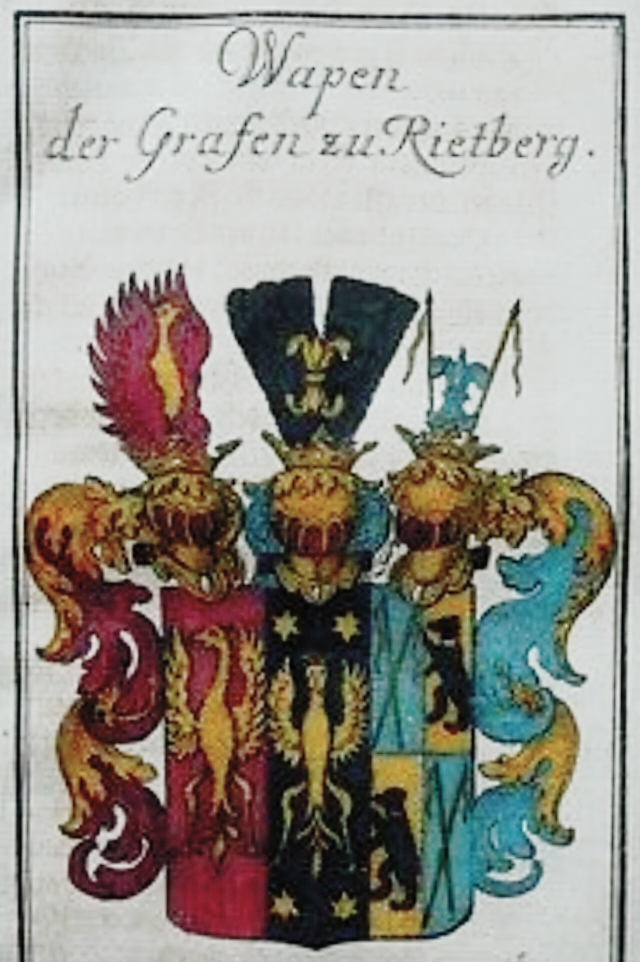
Im Wappen der Grafschaft Rietberg für Wittmund bzw. das Harlingerland, das in Personalunion dazu gehörte